# Битва при Пловдиве
Битва при Пловдиве (Филиппополе) — завершающее сражение русско-турецкой войны 1877—1878 годов. Вскоре после битвы был заключён Сан-Стефанский мир.

## Перед сражением
После перехода русских войск через Балканы командующим Западной турецкой армией был назначен Сулейман-паша. Он успел сосредоточить между Софией и Филиппополем 50 тысяч человек со 122 орудиями. Однако 29 декабря, получив известие о поражении под Шейновом армии Вессель-паши, турецкий военный министр Реуф-паша тур. Mehmet Rauf Paşa (1832—1908), который был главнокомандующим, окончательно пал духом и приказал всем турецким войскам отступать к Стамбулу для обороны столицы.

## Ход битвы
Армия Сулейман-паши сумела ускользнуть от охвата, который пытался устроить генерал Гурко, перешла реку Марица, уничтожив за собой мост, и вечером 2 января 1878 года сосредоточилась возле Филиппополя. Сулейман-паша решил дать здесь отдых своим войскам, а в случае, если русские его атакуют — принять бой. К этому моменту численностью турецких войск сократилась до 40 000, так как около 8 000 солдат дезертировали и бежали в Родопские горы.
2 января российские войска вышли из Пазарджика, и вечером авангард Гурко перешёл в темноте Марицу. 3 января тем же путём реку перешла остальная часть 2-й гвардейской дивизии. Переправившиеся русские войска весь день вели нерешительный бой, ожидая развёртывания главных сил. Сулейман-паша, заметив опасность, приказал безотлагательно отступать, но было уже слишком поздно. 4 января русские войска овладели Филиппополем, а вечером лейб-гвардейский Литовский полк, ворвавшись в середину отступавшей турецкой армии, внезапной ночной атакой уничтожил пехотную бригаду и захватил 23 орудия. 5 января турецкая армия свернула прямо на юг, причём две её отставшие дивизии были уничтожены. Русская конница преследовала отступавших турок, и утром 7 января захватила остатки турецкой артиллерии.

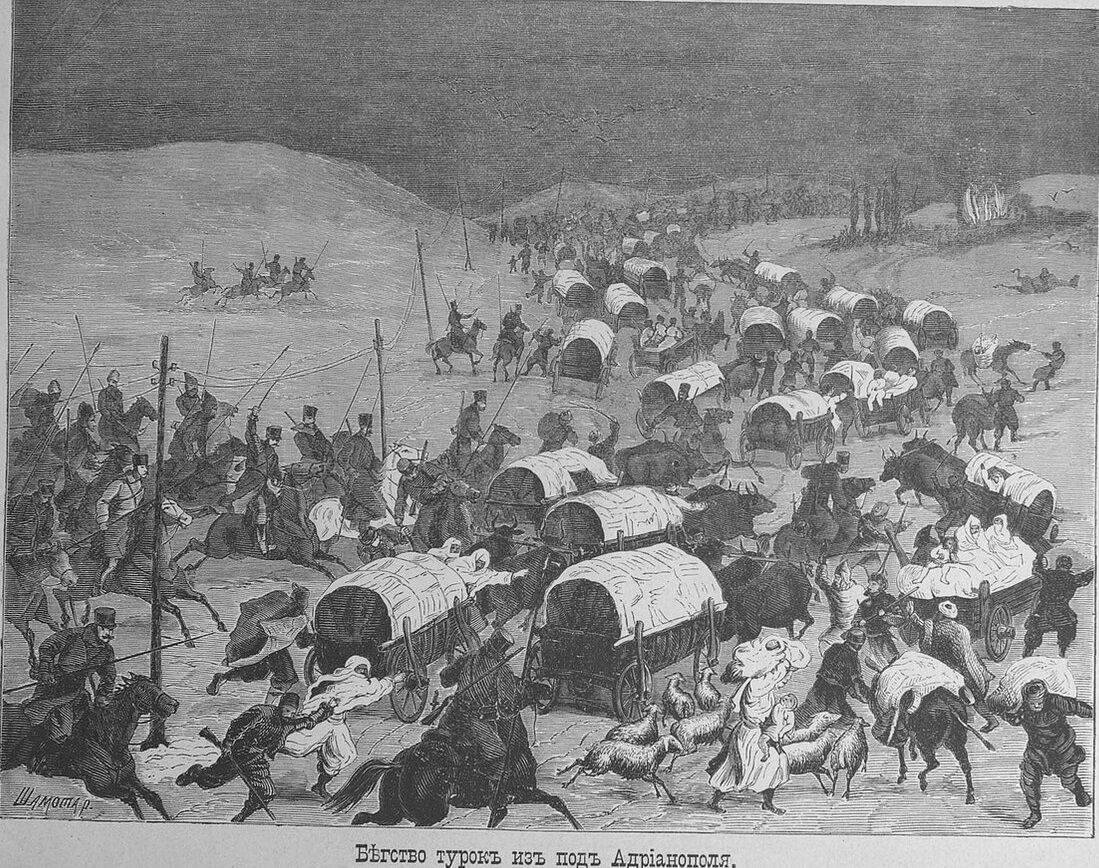
Бегство турок.

## Результаты
В Родопах армия Сулейман-паши распалась как организованная военная сила. 8 января русские войска взяли Адрианополь, а 12 февраля — Сан-Стефано, после чего 19 февраля заключён Сан-Стефанский мир.

## Память

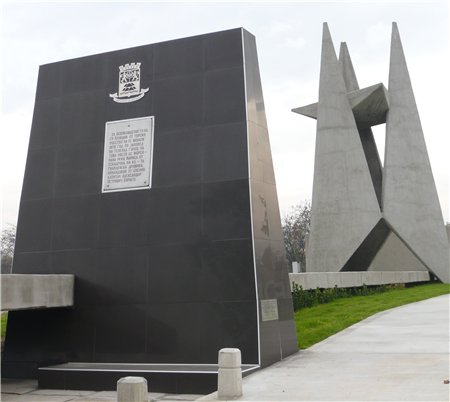
Памятник русским в Пловдиве

Ныне на 10-м километре пути из г. Пловдив к Пазарджику стоит монумент освободителям Пловдива — эскадрону из 63 лейб-драгунов под командованием капитана Бураго.
Сражения близ Филиппополя 5 января 1878 года упомянуты на Колонне Славы в Санкт-Петербурге.